# Kulturministerium der Republik Litauen

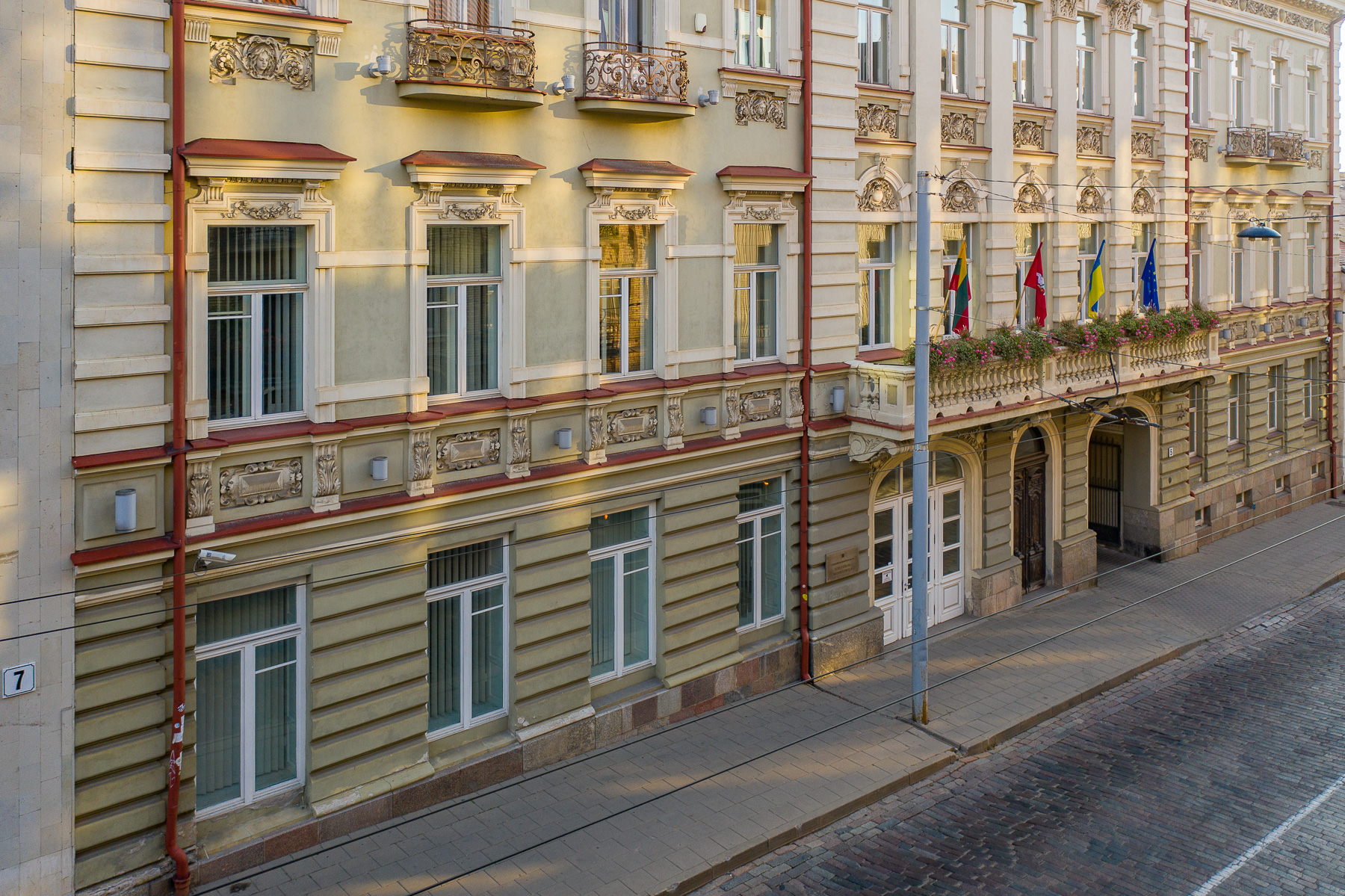
Litauisches Kulturministerium

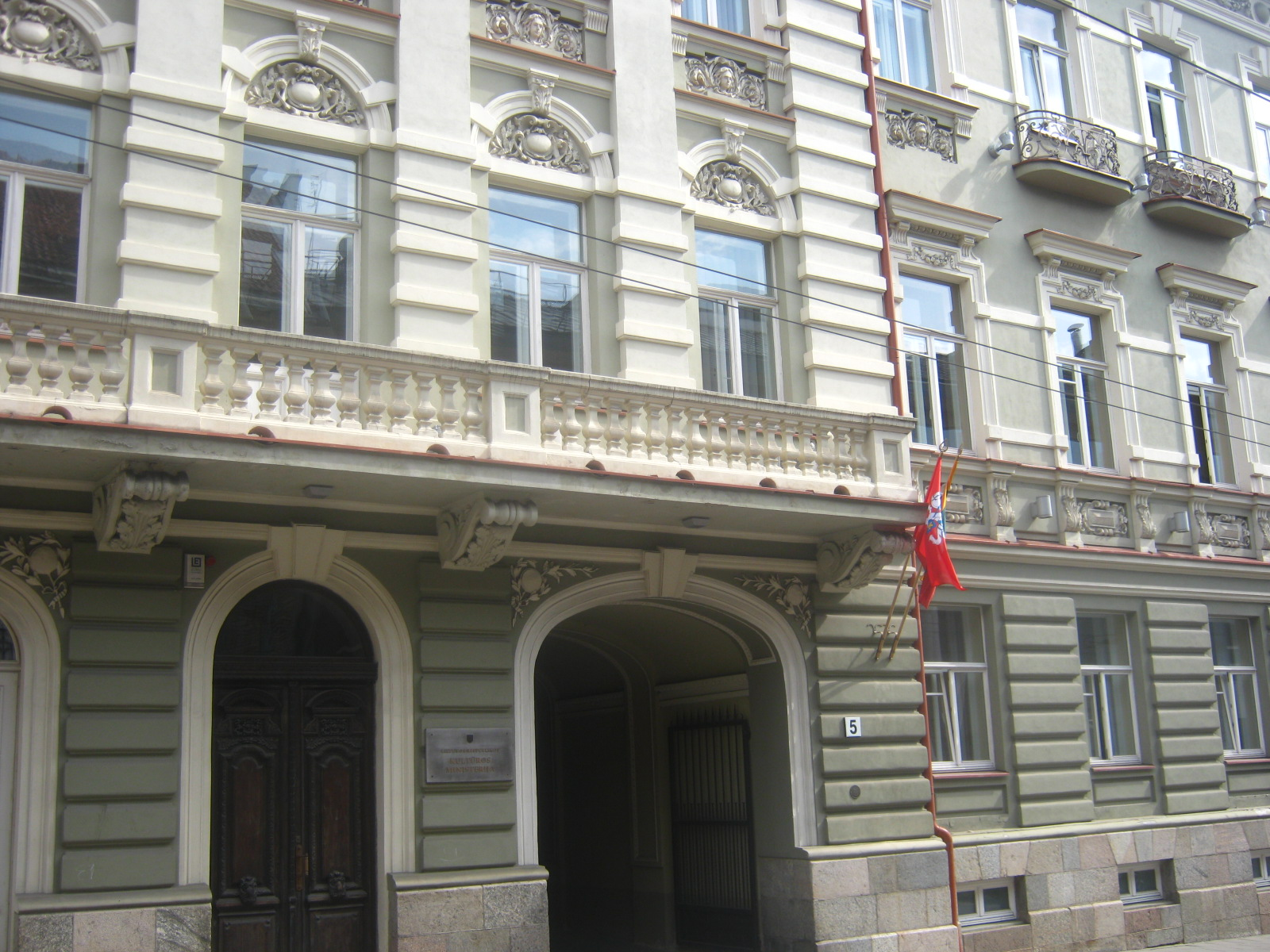
Litauisches Kulturministerium

Das Kulturministerium der Republik Litauen (lit. Lietuvos Respublikos kultūros ministerija) ist eines von 14 Ministerien der Regierung Litauens.
Es hat seinen Sitz in der litauischen Hauptstadt Vilnius. Es gibt 111 Mitarbeiter (2019).

## Minister

### Kultur- und Bildungsminister (1990 bis 1994)
| Nr. | Minister          | Amtszeit  |
| --- | ----------------- | --------- |
| 1   | Darius Kuolys     | 1992–1992 |
| 2   | Dainius Trinkūnas | 1992–1994 |

### Kulturminister (seit 1994)
| Nr. | Minister               | Amtszeit             |
| --- | ---------------------- | -------------------- |
| 1   | Dainius Trinkūnas      | 1994–1994            |
| 2   | Juozas Nekrošius       | 1994–1996            |
| 3   | Saulius Šaltenis       | 1996–1999            |
| 4   | Arūnas Bėkšta          | 1999–2000            |
| 5   | Gintautas Kėvišas      | 2000–2001            |
| 6   | Roma Žakaitienė        | 2001–2004            |
| 7   | Vladimiras Prudnikovas | 2004–2006            |
| 8   | Jonas Jučas            | 2006–2008            |
| 9   | Remigijus Vilkaitis    | 2008–2010            |
| 10  | Arūnas Gelūnas         | 2010–2012            |
| 11  | Šarūnas Birutis        | 2012–2016            |
| 12  | Liana Ruokytė Jonsson  | 2016–2018            |
| 13  | Mindaugas Kvietkauskas | Dezember 2018 – 2020 |
| 14  | Simonas Kairys         | seit Dezember 2020   |

## Vizeminister
- Romas Jarockis
- Arnas Neverauskas, Jurist
- Patricija Poderytė, Musikpädagoge